# Röderland
Röderland és un municipi alemany que pertany a l'estat de Brandenburg. Està creuat pels rius Schwarze Elster i Große Röder, i està format per les comunitats de Haida (598 h), Prösen (2068), Reichenhain (318), Saathain (548), Stolzenhain (452), Würdenhain (118) i Wainsdorf (434).